# Sailfish OS
Sailfish OS är ett operativsystem för mobila enheter, baserat på Linux och först utvecklat av finska företaget Jolla. Ingenjörerna bakom Jolla kommer ursprungligen från Nokias Meego-projekt och vill skapa ett alternativ till de dominerande amerikanska operativsystemen. Jolla leder en grupp av programmerare som träffas på konferenser och hack-dagar på olika ställen i världen. Varje ny version får namnet efter en finsk sjö.
Det ryska företaget Open Mobile Platform (Открытая Мобильная Платформа) har kungjort att man, med stöd av ryska kommunikationsministeriet, deltar i utvecklingen av Sailfish. Man vill skapa ett konkurrenskraftigt mobilt operativsystem både för storföretag och säkerhetsmedvetna privatanvändare. Det ryska kommunikationsministeriet uppger att kollegorna i BRICS-staterna (Brasilien, Ryssland, Indien, Kina och Sydafrika) stöder utvecklingsarbetet, eftersom de vill ha ett alternativ till Google och Apple, dominanterna på marknaden för mobila operativsystem. Bedömare anser att telefoner med det nya operativsystemet vore chanslösa mot Android även på den ryska marknaden. Ett genomslag i konsumentledet skulle fordra lagstiftning som blockerar konkurrenten.